# Princess
Princess és una pel·lícula d'animació danesa dirigida per Anders Morgenthaler. Tracta els temes de la pornografia, la venjança i la protecció de la innocència, contenint una crítica negativa de la indústria de la pornografia. Causà polèmica. Es fa fer amb poc de pressupost (8,6 milions de corones daneses). Fou la guanyadora del premi del Festival de Sitges del 2006 per Millor pel·lícula europea i candidata al Meliès d'Or.